# Relations entre l'Autriche et le Japon
Les relations entre l'Autriche et le Japon ont débuté en 1869. L'Autriche a une ambassade à Tokyo et quatre consulats honorifiques (à Hiroshima, Nagoya, Osaka et Sapporo). Le Japon a une ambassade à Vienne et un consulat honorifique à Salzbourg.
En juin 1999, le président autrichien, Thomas Klestil, a fait une visite d'État au Japon. C'était la première visite d'un président autrichien au Japon.
En 2007, le Japon était le troisième partenaire commercial d'outre-mer de l'Autriche.